# Équipe de Bosnie-Herzégovine de football
Cet article traite de l'équipe masculine. Pour l'équipe féminine, voir Équipe de Bosnie-Herzégovine féminine de football.
Maillots
Actualités
L'équipe de Bosnie-Herzégovine de football, créée en 1992, est l'équipe nationale représentant la Bosnie-Herzégovine en football masculin. Cette équipe est présentée par la Fédération de Bosnie-Herzégovine (Fudbalski Savez Bosne I Hercegovine (bs)), qui n'est affiliée à la FIFA que depuis 1996 et à l'UEFA depuis 1998. Jusqu'en 1992, les joueurs bosniens faisaient partie de l'équipe de Yougoslavie.
La première victoire de l'équipe nationale en tant que membre de la FIFA est un succès de prestige, obtenu le 6 novembre 1996 face à l'Italie, vice-champion du monde en 1994. L'équipe de Bosnie-Herzégovine doit attendre dix-huit ans avant de se qualifier pour la phase finale d'une compétition internationale : en 2014, les « Dragons » se qualifient pour la Coupe du monde de 2014, après avoir remporté leur groupe de qualification devant la Grèce. Avant ce succès, l'équipe avait plusieurs fois manqué de peu une qualification pour des tournois majeurs, notamment pour la Coupe du monde de 2010 et le Championnat d'Europe 2012 où le Portugal élimine à deux reprises les Bosniaques en barrage. La Bosnie-Herzégovine passe également de justesse à côté du Championnat d'Europe 2004 ou de la Coupe du monde de 2006.
La Bosnie-Herzégovine organise ses matchs au Bilino Polje, dans la ville de Zenica et au Grbavica, dans la capitale Sarajevo. Le classement FIFA le plus élevé de la sélection est une 13e place occupée en août 2013. En octobre de la même année, la Bosnie-Herzégovine apparaît pour la première fois de son histoire en tête des anciennes républiques yougoslaves à ce classement.

## Historique

### Période pré-indépendance (1905-1992)
Le football s'implante en Bosnie-Herzégovine au début du XXe siècle dans la ville de Mostar, avant que le sport ne se propage rapidement à Sarajevo, Banja Luka, Tuzla, Zenica et Bihac. Le pays vit sous domination austro-hongroise lors de l'organisation de la première compétition officielle en 1908, qui ne se déroule qu'à petite échelle au sein de chaque territoire occupé,. Au début de la Première Guerre mondiale, il existe quatre clubs à Sarajevo et environ une vingtaine en dehors de la capitale. La création du royaume de Yougoslavie après 1918 voit apparaitre un certain nombre de championnats, puis un championnat national auquel participent notamment deux équipes de Bosnie-Herzégovine.
En 1920, le prédécesseur de la fédération de football de Bosnie-Herzégovine est fondée en tant qu'« association des joueurs de Sarajevo ». Une Fédération de football de Bosnie-Herzégovine est fondée après la Seconde Guerre mondiale et est affiliée à la Fédération de Yougoslavie de football.

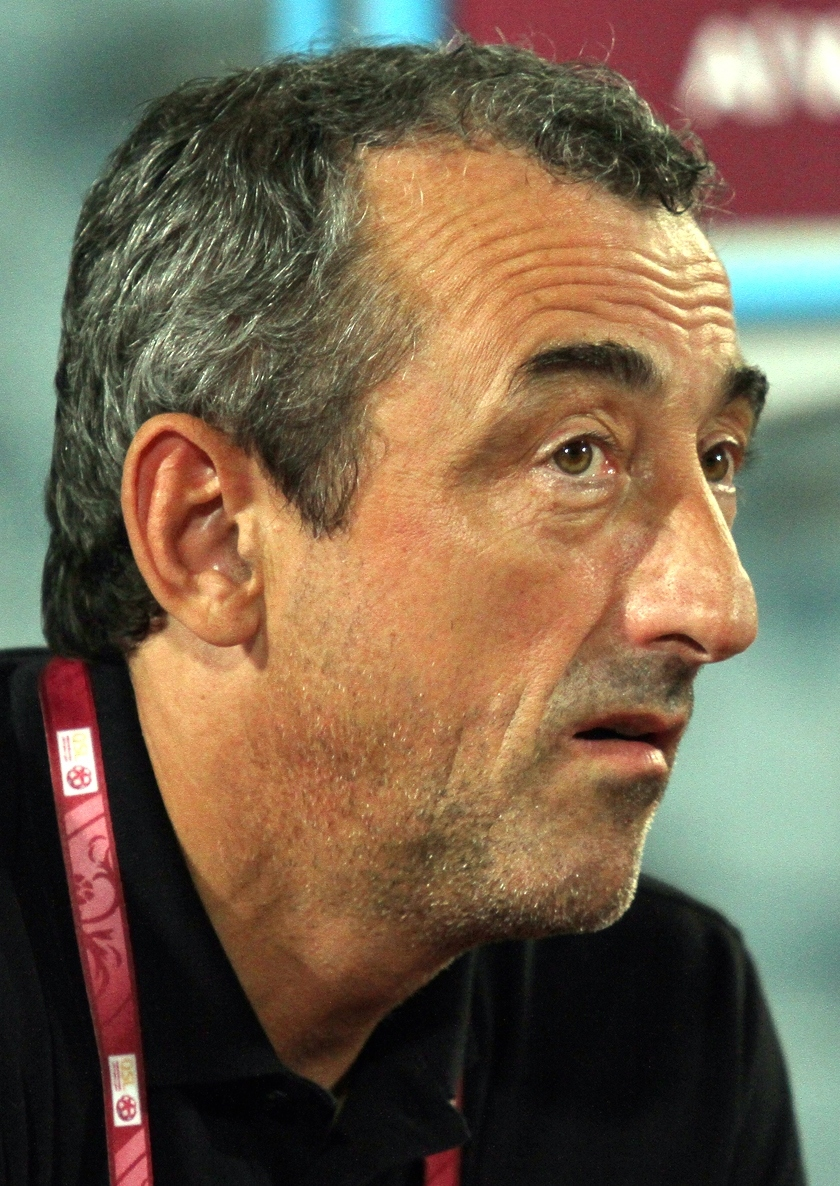
Mehmed Baždarević, un Bosnien ayant joué pour la Yougoslavie puis pour la Bosnie-Herzégovine.

Les meilleurs clubs de Bosnie-Herzégovine jouent en première, deuxième et troisième divisions yougoslaves avec plus ou moins de succès, alors que les meilleurs joueurs bosniens intègrent la sélection yougoslave comme Vahid Halilhodžić, Safet Sušić, Josip Katalinski, Faruk Hadžibegić, Ivan Osim, Asim Ferhatović, Blaž Slišković, Mécha Baždarević, Dušan Bajević et beaucoup d'autres encore.

### Les premières années (1992-2002)
Peu de temps après l'indépendance de la Bosnie-Herzégovine, alors que l'on est au début de la guerre de Bosnie, une sélection de joueurs bosniens rassemblée sous le nom de Bosnia-Herzegovina Humanitarian Stars prend part en mars 1993 à deux matchs amicaux humanitaires hors de ses terres, face au KRC Genk et au FC Kaiserslautern. Blaž Slišković est le capitaine de cette première sélection de Bosnie-Herzégovine,. Quelques mois plus tard, l'équipe joue son premier match contre une autre équipe nationale : la rencontre a lieu à Téhéran contre l'équipe d'Iran. Elle est remportée par la Bosnie-Herzégovine sur le score de trois buts à un, mais ce résultat n'a jamais été enregistré officiellement, l'équipe de Bosnie-Herzégovine n'étant pas encore reconnue par la FIFA.
Le 22 juillet 1995 l'équipe de Bosnie-Herzégovine joue un match humanitaire contre le Fortuna Düsseldorf, qui compte dans son équipe technique deux Bosniens, Aleksandar Ristić, l'entraîneur, et Enver Marić, chargé des gardiens de but. Haris Škoro inscrit un doublé permettant aux Bosniens de repartir avec un score de parité de deux buts partout.
Le premier match amical de l'équipe reconnu par la FIFA se joue à Tirana le 30 novembre 1995, neuf jours après la signature des accords de Dayton qui mettent fin à la guerre de Bosnie. Alors que la république de Bosnie-Herzégovine n'est pas encore créée, les accords de Dayton ne prévoyant la création d'un État bosnien que le 14 décembre 1995, l'équipe nationale de football obtient un statut provisoire de la part de la FIFA pour jouer ce match. Les Bosniens portent en guise de maillots des t-shirts achetés dans des magasins de sport une heure avant de s'envoler pour l'Albanie. Sous les ordres de l'entraîneur Fuad Muzurović, l'équipe bosnienne est composée d'Ismir Pintol, de Vedin Musić, d'Ibrahim Duro, de Muhamed Konjić, de Senad Begić, de Nedžad Fazlagić, d'Esmir Džafić, d'Enes Demirović, de Husref Musemić, d'Asim Hrnjić et d'Almir Turković. Elle s'incline contre l'équipe d'Albanie deux buts à zéro.

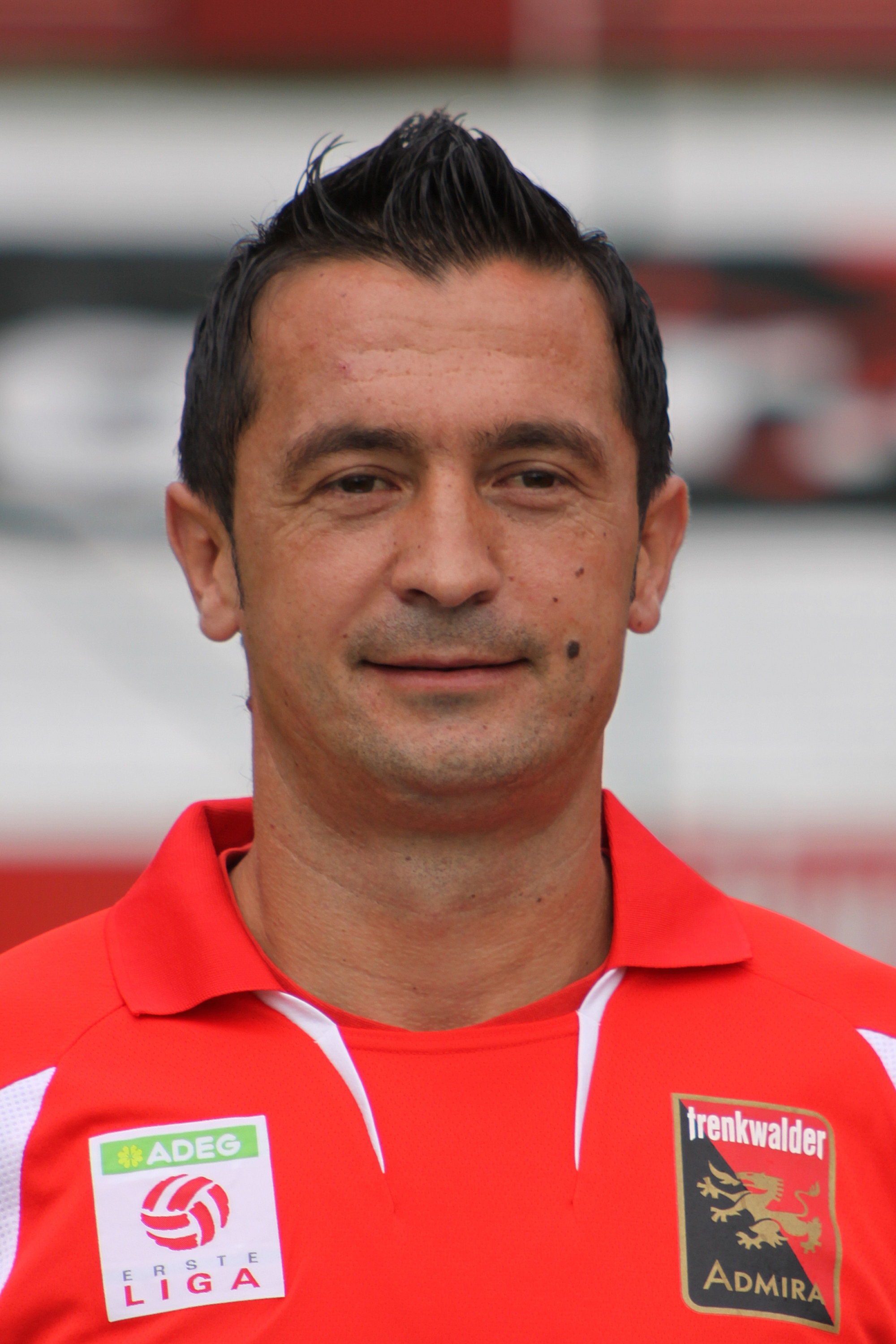
Almedin Hota, milieu de terrain bosnien ayant joué quatorze matchs entre 1998 et 2002.

L'équipe nationale de Bosnie-Herzégovine devient un membre officiel de la FIFA en juillet 1996, mais n'est affiliée à l'UEFA qu'en 1998, faisant de la Bosnie-Herzégovine le seul pays en cette fin de siècle à devenir membre de la FIFA avant d'être membre de sa propre confédération continentale.
La sélection se lance dans sa première campagne de qualification pour une compétition majeure pour la Coupe du monde 1998. Elle se retrouve dans le groupe de la Grèce, du Danemark et de deux anciennes républiques yougoslaves, la Croatie et la Slovénie. Le 1er septembre 1996, avec Mécha Baždarević pour capitaine et Fuad Muzurović comme sélectionneur, la Bosnie-Herzégovine connaît des débuts officiels difficiles en s'inclinant trois buts à zéro en Grèce. Elle finit quatrième de son groupe, avec deux victoires de prestige face à la Slovénie et au Danemark, sur le score de trois buts à zéro, alors que les Scandinaves pointent en tête du groupe. Le match opposant la Bosnie-Herzégovine à la Croatie est organisé au stade Renato Dall'Ara de Bologne en raison des fortes tensions qui existent encore entre les deux pays.
Lors des éliminatoires de l'Euro 2000, la sélection, confiée à Mišo Smajlović, remporte trois matchs, fait deux matchs nuls et s'incline à cinq reprises. Quatre des cinq défaites le sont face aux deux favoris du groupe, la République tchèque et l'Écosse. L'équipe termine troisième du groupe, devant les îles Féroé et à égalité de points avec la Lituanie et l'Estonie, devancées lors des confrontations directes. Le 25 avril 2000, la Bosnie-Herzégovine joue un match à but humanitaire pour les orphelins de Bosnie, contre le FIFA's World Stars XI, au stade Koševo de Sarajevo. Devant près de 25 000 personnes, le match se termine sur le score d'un but à zéro en faveur de la sélection mondiale, qui compte notamment dans ses rangs Dunga, Ali Daei et Roberto Baggio, buteur sur penalty.
Pour la Coupe du monde 2002, les Bosniens n'arrivent toujours pas à se mêler à la lutte pour les places qualificatives. Ils terminent à la quatrième place de leur groupe derrière l'Espagne, l'Autriche et Israël, en s'imposant seulement à deux reprises contre le Liechtenstein. À la suite de cette campagne calamiteuse, Blaž Slišković remplace Mišo Smajlović.

### La montée en puissance (2002-2012)
La campagne de qualification pour l'Euro 2004 voit les joueurs bosniens manquer de justesse une première qualification pour une compétition majeure. La campagne ne commence pourtant pas brillamment puisque les hommes de Blaž Slišković s'inclinent à domicile face à la Roumanie, qui marque trois buts dans les trente premières minutes, puis en Norvège. En mars 2003 l'équipe se relance en battant le Luxembourg puis le Danemark, à Copenhague, deux buts à zéro. Après une nouvelle défaite contre la Roumanie, à Craiova, la Bosnie-Herzégovine reprend goût à la victoire contre la Norvège à Zenica, grâce à un but tardif de Zlatan Bajramović, puis le Luxembourg. La Bosnie-Herzégovine est alors 3e, deux points derrière la Roumanie, qui a joué tous ses matchs, et le Danemark. Les Bosniens ont les cartes en main avant leur dernier match contre les Danois à Sarajevo, une victoire les envoyant directement à Euro au Portugal. L'équipe bosnienne encaisse un but dès la 12e minute par Martin Jørgensen, puis égalise dès la 39e minute : sur une longue passe d'Emir Spahić, Hasan Salihamidžić perce côté droit et sert Elvir Bolić qui inscrit le but égalisateur de la tête. Mais les Bosniens ne retrouveront pas le chemin des filets. Ce match nul repousse les Bosniens à la quatrième place du groupe, alors que le Danemark, contre qui la Bosnie-Herzégovine a pris quatre points en deux matchs, termine en tête.

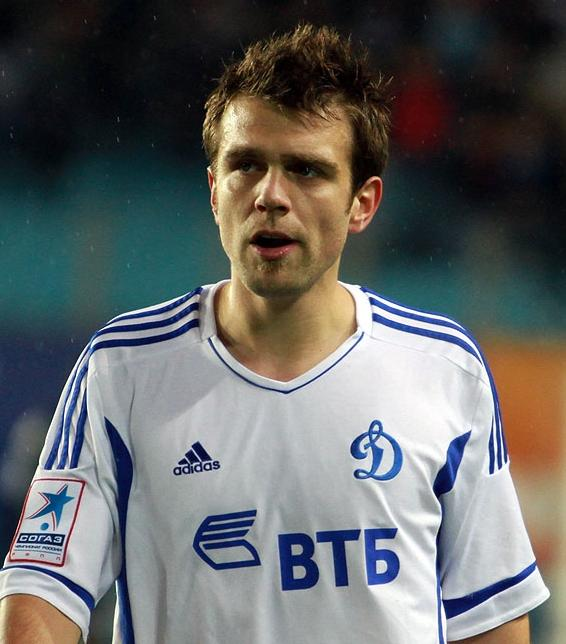
Zvjezdan Misimović, attaquant bosnien ayant commencé sa carrière internationale en 2004.

Lors des éliminatoires de la Coupe du monde 2006, les Bosniens obtiennent deux matchs nuls face à l'Espagne, une victoire et une défaite face à la Belgique et un nul et une défaite face à la Serbie-et-Monténégro. Tenue en échec à domicile (où elle est restée invaincue) par la Lituanie, la Bosnie-Herzégovine termine troisième du groupe, à quatre points de l'Espagne, deuxième, et à six points de la Serbie-et-Monténégro.
Bénéficiant d'un tirage au sort relativement favorable, la Bosnie-Herzégovine entame la campagne de l'Euro 2008 par une victoire cinq buts à deux sur Malte. Cependant les défaites à domicile face à la Hongrie et la Grèce, suivies d'un match nul face à la Moldavie à Chișinău, ont raison de Blaž Slišković qui cède sa place à l'ancien sélectionneur de l'équipe Fuad Muzurović. En parallèle se trame une crise politique au sein du football bosnien puisque treize joueurs de l'équipe première refusent désormais de jouer pour l'équipe nationale tant que quatre hauts responsables de la Fédération de football de Bosnie-Herzégovine, Milan Jelić, Iljo Dominković, Sulejman Čolaković et Ahmet Pašalić, n'ont pas démissionné. De jeunes joueurs comme Senijad Ibričić, Boris Pandža, Edin Džeko, Vedad Ibišević et Sejad Salihović, qui ont participé aux éliminatoires du Championnat d'Europe espoirs 2007, en profitent pour commencer leur carrière internationale en remplacement des joueurs mutins.
La sélection se relance en s'imposant sur la Norvège à Oslo, puis à domicile la Turquie, trois buts à deux, et Malte. Edin Džeko et Elvir Rahimić honorent leur première cape contre la Turquie à Sarajevo. Mais l'embellie est de courte durée et l'équipe enchaîne ensuite cinq défaites consécutives, dont deux à domicile. Les Bosniens terminent à la quatrième place de leur groupe. Meho Kodro remplace Fuad Muzurović, mais est remercié à son tour après seulement quelques mois.

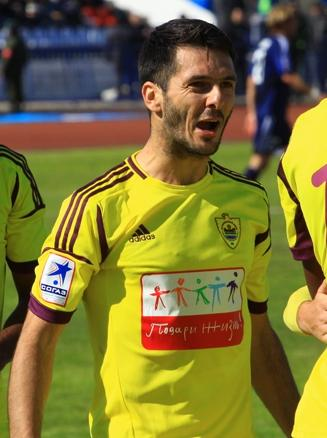
Emir Spahić, capitaine bosnien lors des deux confrontations avec le Portugal en match de barrage.

Pour les éliminatoires de la Coupe du monde 2010, la Fédération de Bosnie-Herzégovine nomme Miroslav Blažević, l'ancien sélectionneur de la Croatie. En octobre 2009, l'équipe se qualifie pour la première fois de son histoire pour les barrages d'une compétition internationale en terminant à la seconde place de son groupe derrière l'intraitable équipe d'Espagne, championne d'Europe en titre et future championne du monde. Edin Džeko est le meilleur buteur du groupe et est le second meilleur buteur dans la zone Europe avec neuf buts, juste derrière le Grec Theofanis Gekas, auteur d'un quadruplé contre la Lettonie. La Bosnie-Herzégovine affronte le Portugal lors des matchs de barrage et s'incline à deux reprises sur le score d'un but à zéro.
Le 1er avril 2011, l'équipe est provisoirement suspendue par la FIFA et par l'UEFA pour un problème de statut à la présidence de sa Fédération. La suspension est cependant levée dès le 30 mai 2011.
L'équipe nationale est reprise par Safet Sušić, qui la mène de nouveau jusqu'aux barrages d'une compétition internationale. Lors des éliminatoires de l'Euro 2012, les Bosniens ont l'occasion de se qualifier directement au moment d'affronter la France à Paris. Les Bosniens ouvrent le score par l'incontournable Edin Džeko et tiennent jusqu'à la 77e minute, lorsque l'arbitre écossais Craig Thomson siffle un penalty pour la France transformé par Samir Nasri. La Bosnie-Herzégovine termine finalement à la seconde place et se retrouve une nouvelle fois en barrage face au Portugal,. Après un premier match sans but, la qualification se décide lors du match retour au Portugal. Après des buts rapides de Cristiano Ronaldo et de Nani, la Bosnie-Herzégovine est menée deux buts à zéro après seulement 25 minutes. Zvjezdan Misimović réduit l'écart à la 41e minute sur pénalty avant que Cristiano Ronaldo n'inscrive un nouveau but juste après la pause. Les Bosniens sont réduits à dix à la suite de l'expulsion de Senad Lulić mais reprennent espoir quand leur capitaine Emir Spahić réduit à nouveau l'écart à la 65e minute. Mais l’infériorité numérique leur est fatale et ils s'inclinent finalement six buts à deux,.

### La consécration (2012-2014)

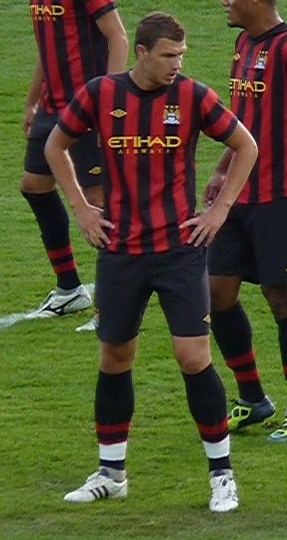
Edin Džeko, meilleur buteur de la sélection et grand artisan de la qualification en Coupe du monde.

En 2014, le pays, qui compte une population de moins de quatre millions d'habitants et dispose d'un championnat dorénavant unifié au niveau national mais des infrastructures parfois en très mauvais état, obtient sa place à la Coupe du monde 2014. Ce sont ses débuts en phase finale.
Lors de la phase de qualification, la Bosnie-Herzégovine affronte la Grèce, la Slovaquie, la Lituanie, la Lettonie et le Liechtenstein. Les Bosniens entament leurs éliminatoires par deux victoires sur le Liechtenstein huit buts à un, la victoire la plus prolifique de l'histoire de la sélection, et contre la Lettonie à Zenica, quatre buts à un. Après avoir obtenu un match nul zéro partout au Pirée, et avoir gagné trois buts à zéro à domicile contre la Lituanie, la Bosnie-Herzégovine conclut l'année 2012 invaincue et à la tête du groupe G, grâce à une différence de buts meilleure que celle de la Grèce.
Blessé, Miralem Pjanić, la vedette de l'entrejeu bosnien, ne peut participer au match décisif contre la Grèce. Le joueur se déplace pourtant à Zenica et s'annonce prêt à jouer si besoin. Cela n'est pas nécessaire puisque grâce à un doublé d'Edin Džeko, la Bosnie-Herzégovine s'impose trois buts à un face à son adversaire direct pour la qualification. Les Bosniens enchaînent en battant facilement la Lettonie à Riga, cinq buts à zéro. Battus par la Slovaquie en septembre 2013, un but à zéro, ils prennent leur revanche quatre jours plus tard en s'imposant à Žilina, maintenant ainsi leur première place devant la Grèce. Signe de la réussite bosnienne, les deux buts sont marqués par deux nouveaux joueurs, Ermin Bičakčić, troisième sélection, et Izet Hajrović deuxième sélection.
Sous les ordres de Safet Sušić, la Bosnie-Herzégovine se qualifie pour la Coupe du monde pour la première fois de son histoire après deux victoires contre le Liechtenstein et contre la Lituanie à Kaunas, le 15 octobre 2013. L'équipe nationale termine à la première place du groupe G avec 25 points, à égalité avec la Grèce mais avec une meilleure différence de buts (la Grèce se qualifie à son tour en matchs de barrage).
Le premier match de la Bosnie-Herzégovine en Coupe du monde a lieu dans le mythique stade Maracanã à Rio de Janeiro contre l'Argentine, première des qualifications de la zone Amérique du Sud et se solde par une défaite deux buts à un. Les Bosniens affrontent ensuite le Nigeria, champion d'Afrique en 2013 qui s'imposent un but a zéro éliminant par la même occasion les « dragons » de la compétition. Enfin, ils sauvent l'honneur lors du dernier match de la compétition en battant l'Iran trois buts à un, empêchant ainsi les persans de se qualifier pour la suite de la compétition.

### Des désillusions à répétition (depuis 2014)
Forte du niveau de jeu convaincant affiché lors du Mondial 2014 en dépit de la non-qualification pour les huitièmes de finale, la Bosnie aborde les éliminatoires de l'Euro 2016 avec l'objectif de disputer le premier Championnat d'Europe de leur histoire. Placée dans le groupe B la sélection déçoit puisqu'elle ne termine qu'à la 3e place, derrière la Belgique et le Pays de Galles directement qualifiés, avec 5 victoires, 2 nuls et 3 défaites ; après avoir notamment été battue à domicile dès la première journée par Chypre (1-2). La Bosnie doit donc disputer une confrontation aller-retour de barrage contre l'Irlande, qui se solde par un match nul 1-1 à Sarajevo à l'aller, suivi d'une défaite 0-2 à Dublin lors du match retour, annihilant les chances bosniennes de disputer le Championnat d'Europe 2016 en France.
Lors des éliminatoires pour la Coupe du monde 2018, la Bosnie, placée dans le groupe H connaît une fortune similaire avec le même bilan comptable que lors des éliminatoires de l'Euro 2016, devancée une fois de plus par la Belgique directement qualifiée ainsi que la Grèce, ensuite barragiste malheureuse. La Bosnie n'aura pas réussi à remporter de victoire lors de ses rencontres face à la Grèce, concédant deux matchs nuls, et a aussi été à nouveau battue par Chypre, mais cette fois-ci à l'extérieur (2-3).
À l'occasion des éliminatoires pour l'Euro 2021, la Bosnie termine à nouveau 3e de son groupe, derrière l'Italie et la Finlande directement qualifiées. Les Bosniens ont gagné 4 matchs mais en ont perdu 5 contre un seul match nul, dont des défaites à l'extérieur contre la Finlande (0-2), la Grèce (1-2) et l'Arménie (2-4), adversaires pourtant réputés plus faibles. Repêchée pour les barrages ; grâce à sa position lors de la Ligue des nations 2018-2019 où elle a remporté sa poule avec un bilan quasi parfait (3 victoires et un nul, un seul but encaissé) et été promue en Ligue A pour l'édition suivante ; la Bosnie part avec la faveur des pronostics pour se qualifier, puisqu'elle a l'avantage de recevoir l'Irlande du Nord le 8 octobre 2020, un adversaire qu'elle a battu à deux reprises lors de la première édition de Ligue des nations 2018-2019. Mais la Bosnie, qui menait à la pause, passe à côté de sa 2e mi-temps et concède le nul 1-1 à la fin du temps règlementaire puis des prolongations, avant d'être éliminée aux tirs au but (3 t.a.b à 4), échouant pour la 3e fois consécutive en barrages.
Enfin l'édition 2020-2021 de Ligue des nations voit la Bosnie être reléguée en Ligue B pour la prochaine édition, avec 2 matchs nuls contre 4 défaites.
Les éliminatoires pour la Coupe du monde 2022 sont également un échec cuisant pour la formation balkanique, qui est éliminée de la course à la qualification avec notamment un match nul décevant à domicile contre le Kazakhstan, l'équipe la plus faible du groupe (2-2) et une défaite humiliante à domicile lors du match décisif à l'avant-dernière journée des qualifications face à la Finlande (1-3) en encaissant les deux buts adverses en 2e période, et ce alors que les Scandinaves étaient réduits à 10 à la suite d'un carton rouge direct adressé à Jukka Raitala à la 37e minute et avaient également raté un penalty par l'intermédiaire de Teemu Pukki à la 25e minute.
La Bosnie réussit toutefois sa 3e édition de Ligue des nations en terminant leader de sa poule avec un bilan de 3 victoires, 2 nuls et une seule défaite (1-4 à l'extérieur contre la Roumanie lors de la dernière journée en étant assurée avant le coup d'envoi de terminer en tête alors que les Tricolorii jouaient leur maintien en Ligue B), synonyme de promotion en Ligue A pour l'édition suivante.
Ce statut de vainqueur de groupe permet à la formation balkanique de disputer les barrages en vue de se qualifier pour l'Euro 2024, puisqu'elle n'a terminé qu'à la 5e place de son groupe de qualifications avec 3 victoires et 7 défaites (dont 2 très nettes face au Luxembourg ainsi qu'une à domicile sur le score de 0-5 face au Portugal, qui constitue sa plus lourde défaite à domicile et l'une des plus lourdes défaites de son histoire avant le 0-7 encaissé en Allemagne lors de la Ligue des nations 2024-2025 le 16 novembre 2024). En demi-finale de barrages, elle reçoit l'Ukraine qu'elle avait déjà rencontrées à l'occasion des éliminatoires pour la Coupe du monde 2022 et s'incline (1-2), encaissant les deux buts décisifs en toute fin de rencontre (85e et 88e minute) alors qu'elle menait au score depuis la 56e minute sur un but contre son camp de Mykola Matviyenko.
La Bosnie redresse toutefois la tête dès le début des éliminatoires du Mondial 2026 avec une victoire surprise à l'extérieur contre la Roumanie (1-0), son principal concurrent à la 2e place de barragiste derrière les favoris du groupe autrichiens, le 21 mars 2025, mettant fin à sa série négative ; au cours d'une rencontre qui a vu une polémique arbitrale avec un penalty non accordé aux Roumains pour une faute de main bosnienne dans la surface de réparation.

## Identité

### Surnoms
Comme la plupart des acteurs du sport bosnien, l'équipe de Bosnie-Herzégovine est surnommée du nom populaire de Zmajevi. Cependant, ils sont parfois appelés dans les médias étrangers les Golden Lilies en français : « Lys d'or ».

### Couleurs
Adidas a annoncé officiellement être le nouveau fournisseur de maillots pour la Bosnie à partir de juin 2014. Adidas et la Fédération de Bosnie de football ont signé un contrat à long terme. Adidas. L'équipe est par ailleurs sponsorisée par BH Telecom (en), une entreprise de télécommunications de Sarajevo,.
| 1996-2006 · (Domicile) | 1996-2006 · (Extérieur) | Barrage 2010 · (Domicile) | Barrage 2010 · (Extérieur) | Barrage 2012 · (Domicile) | Barrage 2012 · (Extérieur) | Qualification 2014 · (Domicile) | Qualification 2014 · (Extérieur) |

Le tableau suivant répertorie les différents fabricants qui ont équipé la sélection bosnienne depuis 1996.
| Période     | Fabricant de maillot |
| ----------- | -------------------- |
| 1996–1998   | Patrick              |
| 1999–2000   | Adidas               |
| 2000–2005   | Reusch (en)          |
| 2005-2014   | Legea                |
| 2014-2023   | Adidas               |
| Depuis 2023 | Kelme                |

### Supporteurs

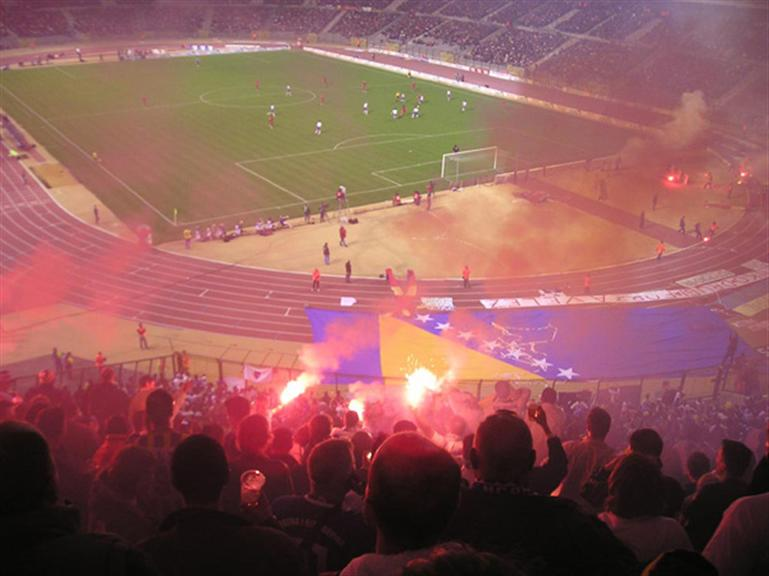
Supporteurs bosniens encourageant leur équipe nationale.

La sélection est soutenue à travers le monde par les émigrés bosniens. Certains de ces fans sont membres des BH Fanaticos, des BH Legion, de l'Armija Zmajeva en français : « L'armée des dragons » ou du groupe Ljuti Krajisnici,.
Le 1er juin 2008, les anciens joueurs de la Bosnie-Herzégovine Meho Kodro et Elvir Bolić organisent avec d'autres anciennes gloires du football bosnien un match « humanitaire » à Sarajevo intitulé Kodro, Bola et leurs amis afin de marquer leur soutien à des changements au sein de la Fédération de football de Bosnie-Herzégovine. Le match est organisé en même temps qu'un match amical opposant la Bosnie-Herzégovine à l'Azerbaïdjan à Zenica. L'affluence à Sarajevo est de plus de 15 000 spectateurs alors qu'elle est seulement de 50 spectateurs à Zenica. Le match à Sarajevo a été organisé par la télévision fédérale qui préfère diffuser ce match de gala, auquel participent certains internationaux bosniens et qui se termine sur le score de onze buts à neuf en faveur de l'équipe Kodro, que celui de la sélection nationale.
Avant chaque match, durant l'hymne national bosnien, les BH Fanaticos chantent les paroles du vieil hymne national Jedna si jedina, l'hymne national actuel ne disposant pas des paroles,.

## Résultats

### Compétitions officielles
Lorsque la Bosnie-Herzégovine obtient son indépendance vis-à-vis de la Yougoslavie, le 1er mars 1992, les responsables bosniens fondent rapidement une sélection nationale de football pour les représenter à l'international. Cependant la sélection ne peut participer aux qualifications pour la Coupe du monde 1994, la fédération nationale n'étant pas encore membre de la FIFA. De la même façon, la sélection bosnienne ne participe pas aux qualifications de l'Euro 1996, sa fédération n'étant toujours pas membre de l'UEFA.
C'est donc lors des qualifications pour la Coupe du monde 1998, que la Bosnie-Herzégovine fait ses débuts dans une compétition internationale. Cependant, le premier match à domicile contre la Croatie est joué à Bologne en raison des nombreuses tensions qui existent encore entre les deux pays. Par la suite l'équipe échoue à plusieurs reprises lors des qualifications à une Coupe du monde, 4e de son groupe lors des qualifications à la Coupe du monde 2002, puis troisième lors des qualifications à la Coupe du monde 2006, elle atteint les barrages lors des qualifications de la Coupe du monde 2010 mais y échoue de peu face au Portugal. C'est finalement lors des qualifications à la Coupe du monde 2014 que la sélection bosnienne atteint enfin le graal en se qualifiant directement pour sa première compétition internationale majeure où elle ne franchi cependant pas le premier tour.
En Championnat d'Europe, la Bosnie-Herzégovine participe pour la première fois aux qualifications lors de l'Euro 2000, elle termine 3e de son groupe, sans jamais avoir pu réellement espérer mieux. Lors de l'édition suivante, les bosniens passent tout proche de l'exploit dans un groupe très serré ne ratant la qualification que lors du dernier match face au Danemark. Après une campagne de qualification ratée en 2008, la sélection bosnienne atteint les barrages lors des éliminatoires de l'Euro 2012 et se font éliminer une nouvelle fois par le Portugal.
| Année | Position                 |      | Année                    | Position |                       | Année | Position |
| 1930  | Membre de la Yougoslavie | 1974 | Membre de la Yougoslavie | 2010     | Non qualifiée         |       |          |
| 1934  | Membre de la Yougoslavie | 1978 | Membre de la Yougoslavie | 2014     | 1er tour              |       |          |
| 1938  | Membre de la Yougoslavie | 1982 | Membre de la Yougoslavie | 2018     | Non qualifiée         |       |          |
| 1950  | Membre de la Yougoslavie | 1986 | Membre de la Yougoslavie | 2022     | Non qualifiée         |       |          |
| 1954  | Membre de la Yougoslavie | 1990 | Membre de la Yougoslavie | 2026     | Éliminatoire en cours |       |          |
| 1958  | Membre de la Yougoslavie | 1994 | Non inscrite             | 2030     | À venir               |       |          |
| 1962  | Membre de la Yougoslavie | 1998 | Non qualifiée            | 2034     | À venir               |       |          |
| 1966  | Membre de la Yougoslavie | 2002 | Non qualifiée            |          |                       |       |          |
| 1970  | Membre de la Yougoslavie | 2006 | Non qualifiée            |          |                       |       |          |

| 1930-1990 | La Bosnie-Herzégovine est membre de la Yougoslavie | La Bosnie-Herzégovine est membre de la Yougoslavie | La Bosnie-Herzégovine est membre de la Yougoslavie | La Bosnie-Herzégovine est membre de la Yougoslavie | La Bosnie-Herzégovine est membre de la Yougoslavie | La Bosnie-Herzégovine est membre de la Yougoslavie | La Bosnie-Herzégovine est membre de la Yougoslavie | La Bosnie-Herzégovine est membre de la Yougoslavie | La Bosnie-Herzégovine est membre de la Yougoslavie | La Bosnie-Herzégovine est membre de la Yougoslavie | La Bosnie-Herzégovine est membre de la Yougoslavie | La Bosnie-Herzégovine est membre de la Yougoslavie | La Bosnie-Herzégovine est membre de la Yougoslavie | La Bosnie-Herzégovine est membre de la Yougoslavie | La Bosnie-Herzégovine est membre de la Yougoslavie |  |  |  |  |  |  |  |
| 1994      | Non inscrite                                       | Non inscrite                                       | Non inscrite                                       | Non inscrite                                       | Non inscrite                                       | Non inscrite                                       | Non inscrite                                       | Non inscrite                                       | Non inscrite                                       | Non inscrite                                       | Non inscrite                                       | Non inscrite                                       | Non inscrite                                       | Non inscrite                                       | Non inscrite                                       |  |  |  |  |  |  |  |
| 1998      | Non qualifiée                                      | Non qualifiée                                      | Non qualifiée                                      | Non qualifiée                                      | Non qualifiée                                      | Non qualifiée                                      | Non qualifiée                                      | Non qualifiée                                      | 4/5                                                | 8                                                  | 3                                                  | 0                                                  | 5                                                  | 9                                                  | 14                                                 |  |  |  |  |  |  |  |
| 2002      | Non qualifiée                                      | Non qualifiée                                      | Non qualifiée                                      | Non qualifiée                                      | Non qualifiée                                      | Non qualifiée                                      | Non qualifiée                                      | Non qualifiée                                      | 4/5                                                | 8                                                  | 2                                                  | 2                                                  | 4                                                  | 12                                                 | 12                                                 |  |  |  |  |  |  |  |
| 2006      | Non qualifiée                                      | Non qualifiée                                      | Non qualifiée                                      | Non qualifiée                                      | Non qualifiée                                      | Non qualifiée                                      | Non qualifiée                                      | Non qualifiée                                      | 3/6                                                | 10                                                 | 4                                                  | 4                                                  | 2                                                  | 12                                                 | 9                                                  |  |  |  |  |  |  |  |
| 2010      | Non qualifiée                                      | Non qualifiée                                      | Non qualifiée                                      | Non qualifiée                                      | Non qualifiée                                      | Non qualifiée                                      | Non qualifiée                                      | Non qualifiée                                      | Barrages                                           | 12                                                 | 6                                                  | 1                                                  | 5                                                  | 25                                                 | 15                                                 |  |  |  |  |  |  |  |
| 2014      | 1er tour                                           | 20e                                                | 3                                                  | 1                                                  | 0                                                  | 2                                                  | 4                                                  | 4                                                  | 1/6                                                | 10                                                 | 8                                                  | 1                                                  | 1                                                  | 30                                                 | 6                                                  |  |  |  |  |  |  |  |
| 2018      | Non qualifiée                                      | Non qualifiée                                      | Non qualifiée                                      | Non qualifiée                                      | Non qualifiée                                      | Non qualifiée                                      | Non qualifiée                                      | Non qualifiée                                      | 3/6                                                | 10                                                 | 5                                                  | 2                                                  | 3                                                  | 24                                                 | 13                                                 |  |  |  |  |  |  |  |
| 2022      | Non qualifiée                                      | Non qualifiée                                      | Non qualifiée                                      | Non qualifiée                                      | Non qualifiée                                      | Non qualifiée                                      | Non qualifiée                                      | Non qualifiée                                      | 4/5                                                | 8                                                  | 1                                                  | 4                                                  | 3                                                  | 9                                                  | 12                                                 |  |  |  |  |  |  |  |
| 2026      | Éliminatoire en cours                              | Éliminatoire en cours                              | Éliminatoire en cours                              | Éliminatoire en cours                              | Éliminatoire en cours                              | Éliminatoire en cours                              | Éliminatoire en cours                              | Éliminatoire en cours                              | 1/5                                                | 3                                                  | 3                                                  | 0                                                  | 0                                                  | 4                                                  | 1                                                  |  |  |  |  |  |  |  |
| Total     | 1/8                                                | -                                                  | 3                                                  | 1                                                  | 0                                                  | 2                                                  | 4                                                  | 4                                                  | -                                                  | 69                                                 | 32                                                 | 14                                                 | 23                                                 | 125                                                | 82                                                 |  |  |  |  |  |  |  |

| Année | Position                 |      | Année                    | Position |               | Année | Position |
| 1960  | Membre de la Yougoslavie | 1988 | Membre de la Yougoslavie | 2016     | Non qualifiée |       |          |
| 1964  | Membre de la Yougoslavie | 1992 | Membre de la Yougoslavie | 2020     | Non qualifiée |       |          |
| 1968  | Membre de la Yougoslavie | 1996 | Non inscrite             | 2024     | Non qualifiée |       |          |
| 1972  | Membre de la Yougoslavie | 2000 | Non qualifiée            | 2028     | À venir       |       |          |
| 1976  | Membre de la Yougoslavie | 2004 | Non qualifiée            | 2032     | À venir       |       |          |
| 1980  | Membre de la Yougoslavie | 2008 | Non qualifiée            |          |               |       |          |
| 1984  | Membre de la Yougoslavie | 2012 | Non qualifiée            |          |               |       |          |

| Phase finale | Phase finale                                       | Phase finale                                       | Phase finale                                       | Phase finale                                       | Phase finale                                       | Phase finale                                       | Phase finale                                       | Phase finale                                       | Qualifications                                     | Qualifications                                     | Qualifications                                     | Qualifications                                     | Qualifications                                     | Qualifications                                     | Qualifications                                     | Qualifications                                     | Qualifications                                     |
| Année        | Résultat                                           | Class.                                             | J                                                  | G                                                  | N                                                  | P                                                  | bp                                                 | bc                                                 | Class.                                             | J                                                  | G                                                  | N                                                  | P                                                  | bp                                                 | bc                                                 |                                                    |                                                    |
| ------------ | -------------------------------------------------- | -------------------------------------------------- | -------------------------------------------------- | -------------------------------------------------- | -------------------------------------------------- | -------------------------------------------------- | -------------------------------------------------- | -------------------------------------------------- | -------------------------------------------------- | -------------------------------------------------- | -------------------------------------------------- | -------------------------------------------------- | -------------------------------------------------- | -------------------------------------------------- | -------------------------------------------------- | -------------------------------------------------- | -------------------------------------------------- |
| 1960-1992    | La Bosnie-Herzégovine est membre de la Yougoslavie | La Bosnie-Herzégovine est membre de la Yougoslavie | La Bosnie-Herzégovine est membre de la Yougoslavie | La Bosnie-Herzégovine est membre de la Yougoslavie | La Bosnie-Herzégovine est membre de la Yougoslavie | La Bosnie-Herzégovine est membre de la Yougoslavie | La Bosnie-Herzégovine est membre de la Yougoslavie | La Bosnie-Herzégovine est membre de la Yougoslavie | La Bosnie-Herzégovine est membre de la Yougoslavie | La Bosnie-Herzégovine est membre de la Yougoslavie | La Bosnie-Herzégovine est membre de la Yougoslavie | La Bosnie-Herzégovine est membre de la Yougoslavie | La Bosnie-Herzégovine est membre de la Yougoslavie | La Bosnie-Herzégovine est membre de la Yougoslavie | La Bosnie-Herzégovine est membre de la Yougoslavie | La Bosnie-Herzégovine est membre de la Yougoslavie | La Bosnie-Herzégovine est membre de la Yougoslavie |
| 1996         | Non inscrite                                       | Non inscrite                                       | Non inscrite                                       | Non inscrite                                       | Non inscrite                                       | Non inscrite                                       | Non inscrite                                       | Non inscrite                                       | Non inscrite                                       | Non inscrite                                       | Non inscrite                                       | Non inscrite                                       | Non inscrite                                       | Non inscrite                                       | Non inscrite                                       | Non inscrite                                       | Non inscrite                                       |
| 2000         | Non qualifiée                                      | Non qualifiée                                      | Non qualifiée                                      | Non qualifiée                                      | Non qualifiée                                      | Non qualifiée                                      | Non qualifiée                                      | Non qualifiée                                      | 4/6                                                | 10                                                 | 3                                                  | 2                                                  | 5                                                  | 14                                                 | 17                                                 |                                                    |                                                    |
| 2004         | Non qualifiée                                      | Non qualifiée                                      | Non qualifiée                                      | Non qualifiée                                      | Non qualifiée                                      | Non qualifiée                                      | Non qualifiée                                      | Non qualifiée                                      | 4/5                                                | 8                                                  | 4                                                  | 1                                                  | 3                                                  | 7                                                  | 8                                                  |                                                    |                                                    |
| 2008         | Non qualifiée                                      | Non qualifiée                                      | Non qualifiée                                      | Non qualifiée                                      | Non qualifiée                                      | Non qualifiée                                      | Non qualifiée                                      | Non qualifiée                                      | 4/7                                                | 12                                                 | 4                                                  | 1                                                  | 7                                                  | 16                                                 | 22                                                 |                                                    |                                                    |
| 2012         | Non qualifiée                                      | Non qualifiée                                      | Non qualifiée                                      | Non qualifiée                                      | Non qualifiée                                      | Non qualifiée                                      | Non qualifiée                                      | Non qualifiée                                      | Barrages                                           | 12                                                 | 6                                                  | 3                                                  | 3                                                  | 19                                                 | 14                                                 |                                                    |                                                    |
| 2016         | Non qualifiée                                      | Non qualifiée                                      | Non qualifiée                                      | Non qualifiée                                      | Non qualifiée                                      | Non qualifiée                                      | Non qualifiée                                      | Non qualifiée                                      | Barrages                                           | 12                                                 | 5                                                  | 3                                                  | 4                                                  | 18                                                 | 15                                                 |                                                    |                                                    |
| 2021         | Non qualifiée                                      | Non qualifiée                                      | Non qualifiée                                      | Non qualifiée                                      | Non qualifiée                                      | Non qualifiée                                      | Non qualifiée                                      | Non qualifiée                                      | Barrages                                           | 10                                                 | 4                                                  | 1                                                  | 5                                                  | 20                                                 | 17                                                 |                                                    |                                                    |
| 2024         | Non qualifiée                                      | Non qualifiée                                      | Non qualifiée                                      | Non qualifiée                                      | Non qualifiée                                      | Non qualifiée                                      | Non qualifiée                                      | Non qualifiée                                      | Barrages                                           | 11                                                 | 3                                                  | 0                                                  | 8                                                  | 10                                                 | 22                                                 |                                                    |                                                    |
| 2028         | À venir                                            | À venir                                            | À venir                                            | À venir                                            | À venir                                            | À venir                                            | À venir                                            | À venir                                            |                                                    |                                                    |                                                    |                                                    |                                                    |                                                    |                                                    |                                                    |                                                    |
| Total        | -                                                  | -                                                  | -                                                  | -                                                  | -                                                  | -                                                  | -                                                  | -                                                  |                                                    | 75                                                 | 29                                                 | 11                                                 | 35                                                 | 94                                                 | 112                                                |                                                    |                                                    |

| Édition   | Ligue | Phase de Groupe | Phase de Groupe | Phase de Groupe | Phase de Groupe | Phase de Groupe | Phase de Groupe | Phase de Groupe | Phase finale | Phase finale  | Phase finale  | Phase finale  | Phase finale  | Phase finale  | Phase finale  | Phase finale  |
| Édition   | Ligue | Class.          | M               | V               | N               | D               | bp              | bc              | Pays hôte    | Résultat      | M             | V             | N             | D             | bp            | bc            |
| --------- | ----- | --------------- | --------------- | --------------- | --------------- | --------------- | --------------- | --------------- | ------------ | ------------- | ------------- | ------------- | ------------- | ------------- | ------------- | ------------- |
| 2018-2019 | B     | 1/3             | 4               | 3               | 1               | 0               | 5               | 1               | 2019         | Inéligible    | Inéligible    | Inéligible    | Inéligible    | Inéligible    | Inéligible    | Inéligible    |
| 2020-2021 | A     | 4/4             | 6               | 0               | 2               | 4               | 3               | 11              | 2021         | Non qualifiée | Non qualifiée | Non qualifiée | Non qualifiée | Non qualifiée | Non qualifiée | Non qualifiée |
| 2022-2023 | B     | 1/4             | 6               | 3               | 2               | 1               | 8               | 8               | 2023         | Inéligible    | Inéligible    | Inéligible    | Inéligible    | Inéligible    | Inéligible    | Inéligible    |
| 2024-2025 | A     | 4/4             | 6               | 0               | 2               | 4               | 4               | 17              | 2025         | Non qualifiée | Non qualifiée | Non qualifiée | Non qualifiée | Non qualifiée | Non qualifiée | Non qualifiée |
| Total     | Total | Total           | 22              | 6               | 7               | 9               | 20              | 37              | Total        | Total         | 0             | 0             | 0             | 0             | 0             | 0             |

### Trophées amicaux
La Bosnie-Herzégovine participe à plusieurs tournois amicaux entre 1997 et 2001 organisés par la Malaisie, l'Inde ou l'Iran.
| Compétition                | Résultat  | M  | V  | N | D | bp | bc |
| -------------------------- | --------- | -- | -- | - | - | -- | -- |
| Dunhill Cup Malaysia 1997  | Finaliste | 5  | 3  | 1 | 1 | 9  | 5  |
| Millennium Soccer Cup 2001 | Finaliste | 5  | 3  | 1 | 1 | 7  | 5  |
| Merdeka Tournament 2001    | Finaliste | 5  | 3  | 1 | 1 | 7  | 4  |
| LG Cup 2001                | Finaliste | 2  | 1  | 0 | 1 | 4  | 6  |
| Coupe Kirin 2016           | Vainqueur | 2  | 1  | 1 | 0 | 4  | 3  |
| Total                      |           | 19 | 11 | 4 | 4 | 31 | 23 |

## Infrastructures
L'équipe de Bosnie-Herzégovine utilise plusieurs enceintes pour recevoir ses adversaires. La plus grande, située dans le quartier Koševo de Sarajevo, est le stade Asim Ferhatović Hase, également connu comme le stade Koševo ou plus anciennement stade olympique. Sa capacité est de 34 630 places. Ouvert en 1947 et reconstruit en 1984 pour les Jeux olympiques d'hiver de 1984, il reçoit à sept reprises l'équipe de Yougoslavie entre 1954 et 1989. Il appartient à la ville et le FK Sarajevo en est le club résident. Il est rebaptisé en juillet 2004 en hommage à Asim Ferhatović, célèbre joueur du FK Sarajevo. Bien qu'il soit situé dans la capitale du pays, ce stade a perdu au cours des années 2000 sa position de stade principal de l'équipe nationale de Bosnie-Herzégovine au bénéfice du stade Bilino Polje de Zenica.
Construit en 1972, Bilino Polje est le stade du NK Čelik Zenica. Il accueille le premier match de la sélection bosnienne contre l'Albanie le 24 avril 1996 puis est utilisé régulièrement à partir de 2000. Il bénéficie bientôt d'une réputation de forteresse, la sélection y restant invaincue jusqu'en septembre 2006. Lors des éliminatoires pour la Coupe du monde 2010, la Bosnie-Herzégovine y joue tous ses matchs à domicile et ne perd qu'une seule fois face au futur champion de monde, l'Espagne. Le 10 août 2012, après que des équipes se soient plaintes de la qualité médiocre de la pelouse, notamment le Portugal lors du match barrage pour l'Euro 2012, la fédération et les dirigeants de la ville de Zenica en financent le remplacement,. En septembre 2013, le bilan de la sélection dans cette enceinte est de 18 victoires et 6 défaites en 30 matchs.
Le stade Grbavica a été également utilisé à quelques reprises pour des matchs amicaux et depuis 2017 pour des matchs officiels.

Les principaux stades utilisés par la sélection bosnienne
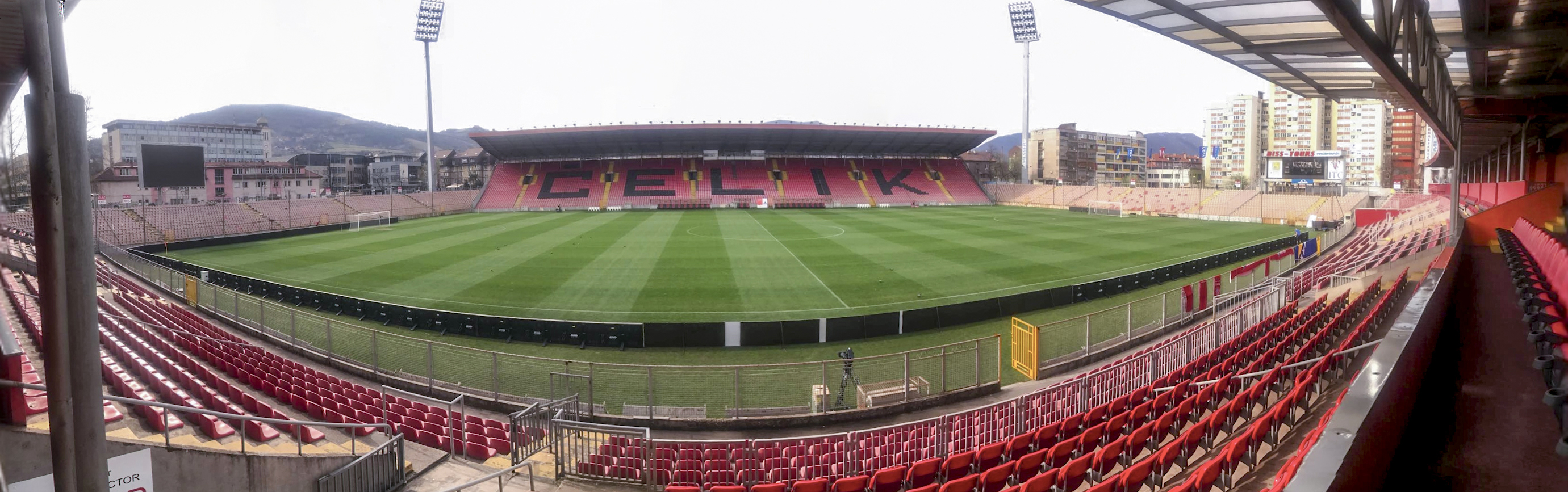
Le stade Bilino Polje
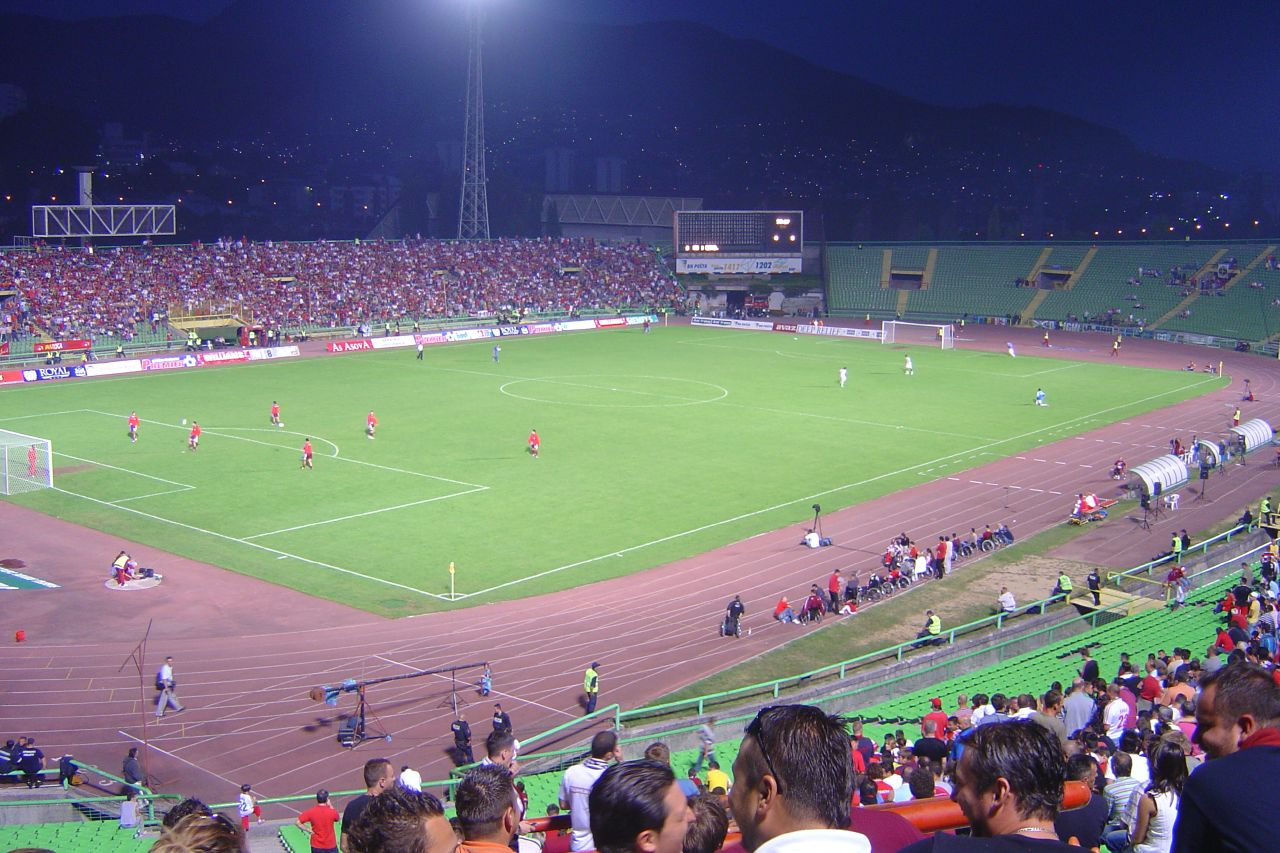
Le stade Asim Ferhatović Hase
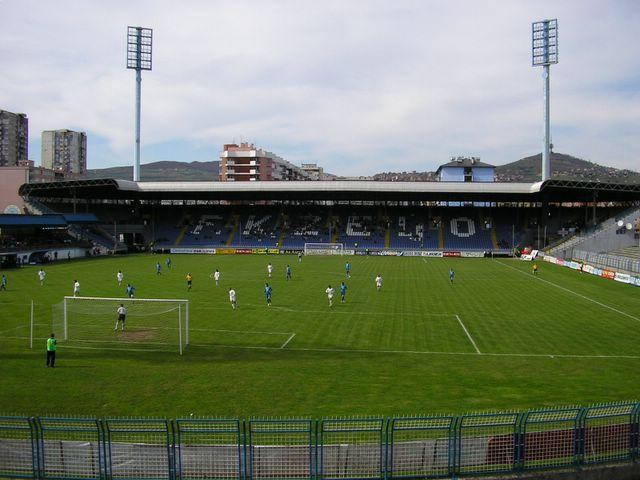
Le Stade Grbavica

L'équipe nationale de Bosnie-Herzégovine a longtemps utilisé pour la préparation de ses matchs le Kulturno Sportski Centar Famos Hrasnica, un centre sportif de petite capacité situé à Hrasnica, dans la banlieue de Sarajevo. Un camp d'entraînement plus moderne a depuis été construit dans le quartier de Crkvice à proximité de Zenica.

## Personnalités historiques

### Sélectionneurs
| Entraîneur        | Période                                                        | M    |
| ----------------- | -------------------------------------------------------------- | ---- |
| Fuad Muzurović    | 30 novembre 1995-5 novembre 1997 24 mars 2007-21 novembre 2007 | 18+9 |
| Blaž Slišković    | 27 mars 2002-11 octobre 2006                                   | 37   |
| Safet Sušić       | 3 mars 2010-16 novembre 2014                                   | 49   |
| Mehmed Baždarević | 28 mars 2015-10 octobre 2017                                   | 25   |
| Robert Prosinečki | 28 janvier 2018-18 novembre 2019                               | 22   |
| Ivaylo Petev      | 24 mars 2021-31 décembre 2022                                  | 21   |

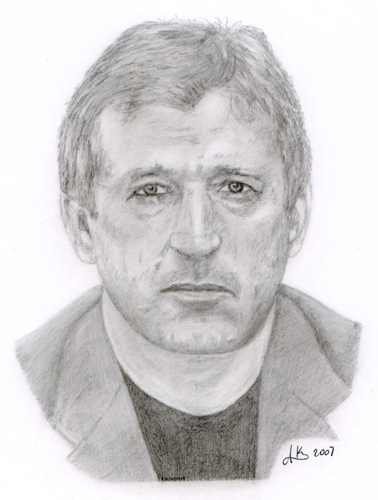
Safet Sušić, ancien sélectionneur de la sélection bosnienne.

Depuis 1992, la fédération a fait appel à une dizaine de sélectionneurs, tous bosniens à l'exception du croate Miroslav Blažević entre 2008 et 2009. Le premier d'entre eux est Mirsad Fazlagić qui ne dirige qu'un seul match et cède sa place en 1993 à Fuad Muzurović, qui mène la sélection lors de sa première campagne de qualification pour une compétition internationale majeure. Au départ de Muzurović en 1998, deux sélectionneurs se succèdent et connaissent des mandats de relative courte durée (7 matchs chacun en 1998 et 1999). Mišo Smajlović prend la suite pour la campagne de qualification à la Coupe du monde 2002. Bien qu'il échoue à qualifier la sélection, il reste un des sélectionneurs ayant connu le plus fort pourcentage de victoires (près de 46 %).
Son successeur Blaž Slišković échoue aux deux campagnes de qualification qu'il mène. Il est l'un des entraineurs ayant dirigé le plus de matchs de la sélection de Bosnie-Herzégovine. Après un bref retour de Fuad Muzurović sur le banc, plusieurs sélectionneurs se succèdent sans grand succès et sont remerciés rapidement, jusqu'au recrutement du premier sélectionneur non-bosnien par la fédération, Miroslav Blažević. Il est le premier à réussir à amener la Bosnie-Herzégovine jusqu'aux barrages de qualification d'une grande compétition internationale, mais la sélection y échoue et il est remercié.
Safet Sušić est le premier sélectionneur à qualifier la sélection bosnienne pour une compétition nationale majeure. Il commence son mandat par une victoire deux buts à un lors d'un match amical contre le Ghana à Sarajevo. Alors qu'il n'a remporté que deux victoires lors de ses six premiers matchs, Safet Sušić doit faire face à de nombreuses critiques des journalistes et chroniqueurs qui appellent à sa démission. La sélection enregistre de meilleurs résultats en 2011 en réalisant une série de sept matchs sans défaite, dont trois matchs nuls face à la Grèce, la France et le Portugal, ce qui la mène au 19e rang mondial au Classement FIFA au début de l'année 2012. Cependant, la Bosnie-Herzégovine n'arrive pas à se qualifier pour l'Euro 2012 après la lourde défaite concédé au Portugal mettant fin à leur invincibilité. Malgré cet échec, Safet Sušić est confirmé à la tête de la sélection pour les qualifications à la Coupe du monde 2014. Il réussit l'exploit de qualifier la sélection pour le mondial brésilien, ce qui lui permettra de retrouver un tournoi qu'il a disputé comme joueur en 1982 et 1990,. Il dépasse par la même occasion plusieurs records de ses prédécesseurs, en devenant le sélectionneur de Bosnie-Herzégovine ayant dirigé le plus de rencontres, celui à être resté le plus longtemps à la tête de la sélection ainsi que le sélectionneur ayant le meilleur taux de réussite (près de 49 % de victoires). Il est démis de ses fonctions le 17 novembre 2014 après une défaite 3-0 contre Israël en éliminatoires du Championnat d'Europe de football 2016.
Mécha Baždarević succède à Susic le 13 décembre 2014, il était libre depuis l'été 2013.
| Sélectionneur            | Période                           | Matchs | Gagnés | Nuls | Perdus | Gagnés % |
| ------------------------ | --------------------------------- | ------ | ------ | ---- | ------ | -------- |
| Mirsad Fazlagić          | 1993                              | 1      | 1      | 0    | 0      | 100      |
| Fuad Muzurović           | 30 novembre 1995-5 novembre 1997  | 18     | 7      | 2    | 9      | 38,89    |
| Džemaludin Mušović       | 14 mai 1998-27 janvier 1999       | 7      | 1      | 2    | 4      | 14,2     |
| Faruk Hadžibegić         | 10 mars 1999-9 octobre 1999       | 7      | 2      | 2    | 3      | 28,57    |
| Avdo Kalajdžić (intérim) | 18 août 1999                      | 1      | 0      | 1    | 0      | 0        |
| Mišo Smajlović           | 24 janvier 2000-7 octobre 2001    | 14     | 5      | 4    | 5      | 35,71    |
| Blaž Slišković           | 27 mars 2002-11 octobre 2006      | 37     | 11     | 11   | 15     | 29,7     |
| Fuad Muzurović           | 24 mars 2007-21 novembre 2007     | 9      | 3      | 0    | 6      | 33,3     |
| Meho Kodro               | 30 janvier 2008-26 mars 2008      | 2      | 0      | 1    | 1      | 0        |
| Denijal Pirić (intérim)  | 1er juin 2008                     | 1      | 1      | 0    | 0      | 100      |
| Miroslav Blažević        | 20 août 2008-18 novembre 2009     | 17     | 8      | 2    | 7      | 47       |
| Safet Sušić              | 3 mars 2010-16 novembre 2014      | 49     | 23     | 9    | 17     | 46,94    |
| Mehmed Bazdarevic        | 28 mars 2015-10 octobre 2017      | 25     | 14     | 5    | 6      | 56       |
| Robert Prosinečki        | 28 janvier 2018-18 novembre 2019  | 22     | 9      | 6    | 7      | 40,91    |
| Dušan Bajević            | 4 septembre 2020-18 novembre 2020 | 8      | 0      | 3    | 5      | 0        |
| Ivaylo Petev             | 24 mars 2021-31 décembre 2022     | 21     | 6      | 8    | 7      | 28,57    |
| Faruk Hadžibegić         | 4 janvier 2023-23 juin 2023       | 4      | 1      | 0    | 3      | 25       |
| Meho Kodro               | 3 août 2023-29 septembre 2023     | 2      | 1      | 0    | 1      | 50       |
| Savo Milošević           | 29 septembre 2023-16 avril 2024   | 5      | 1      | 0    | 4      | 20       |
| Sergej Barbarez          | 19 avril 2024-                    | 12     | 3      | 2    | 7      | 25       |

### Joueurs emblématiques
| Rang | Sélections | Joueur             | Carrière  | Buts |
| ---- | ---------- | ------------------ | --------- | ---- |
| 1    | 141        | Edin Džeko         | 2007-     | 68   |
| 2    | 115        | Miralem Pjanić     | 2008-2024 | 18   |
| 3    | 94         | Emir Spahić        | 2003-2018 | 6    |
| 4    | 85         | Zvjezdan Misimović | 2004-2018 | 25   |
| 5    | 83         | Vedad Ibišević     | 2007-2018 | 28   |
| 6    | 63         | Asmir Begović      | 2009-2020 | 0    |
| 7    | 60         | Haris Medunjanin   | 2009-2018 | 9    |
| 8    | 57         | Senad Lulić        | 2008-2017 | 4    |
| 8    | 57         | Sead Kolašinac     | 2013-     | 0    |
| 10   | 55         | Edin Višća         | 2010-2020 | 10   |

| Rang | Buts | Joueur             | Carrière  | Sélections | Ratio |
| ---- | ---- | ------------------ | --------- | ---------- | ----- |
| 1    | 68   | Edin Džeko         | 2007-     | 141        | 0,48  |
| 2    | 28   | Vedad Ibišević     | 2007-2018 | 83         | 0,34  |
| 3    | 25   | Zvjezdan Misimović | 2004-2018 | 85         | 0,29  |
| 4    | 22   | Elvir Bolić        | 1996-2006 | 51         | 0,43  |
| 5    | 18   | Miralem Pjanić     | 2008-2024 | 115        | 0,16  |
| 6    | 17   | Sergej Barbarez    | 1998-2006 | 47         | 0,36  |
| 7    | 14   | Elvir Baljić       | 1996-2005 | 38         | 0,37  |
| 8    | 12   | Zlatan Muslimović  | 2006-2011 | 30         | 0,4   |
| 9    | 10   | Edin Višća         | 2010-2020 | 55         | 0,18  |
| 10   | 9    | Haris Medunjanin   | 2009-2018 | 60         | 0,15  |

Les joueurs en gras sont encore en activité.
Muhamed Konjić est le premier capitaine de l'histoire de la sélection. Il est épaulé tout au long de son capitanat, entre 1995 et 2002, par deux grands joueurs bosniens, Meho Kodro et Elvir Bolić. Quelques internationaux bosniens ont évolué plus tôt en équipe de Yougoslavie, comme Mécha Baždarević ou Blaž Slišković. De plus jeunes joueurs se voient offrir la chance d'écrire l'histoire de leur tout jeune pays comme Elvir Baljić, Hasan Salihamidžić, Mirsad Hibić ou encore Sergej Barbarez.
Au début des années 2000 la Bosnie-Herzégovine voit éclore une génération dorée. Des joueurs comme Zlatan Bajramović, Vedin Musić ou Mirsad Hibić, capitaine de la sélection entre 2001 et 2003, puis la plupart des joueurs ayant permis la qualification de leur pays à la Coupe du monde 2014 : le capitaine Emir Spahić, le défenseur Saša Papac, les milieux de terrain Zvjezdan Misimović et Miralem Pjanić, ou encore l'attaquant vedette de la sélection Edin Džeko.
Ces derniers joueurs rassemblent les records personnels de la sélection :  Emir Spahić, dépassant le 13 octobre 2015 le nombre de sélections de Zvjezdan Misimović (85), et Edin Džeko le plus grand nombre de buts inscrits, devant Misimović.
Si l'histoire de la sélection bosnienne ne débute qu'en 1992, d'illustres joueurs bosniens ont évolué au sein de la prestigieuse sélection yougoslave avant l'indépendance. Ivan Osim a participé aux Jeux olympiques à deux reprises, à une Coupe du monde et joue la finale de l'Euro 1968 en compagnie d'un autre bosnien, Vahidin Musemić. Par la suite, Josip Katalinski, Safet Sušić, Vahid Halilhodžić, champion d'Europe espoirs en 1978, Faruk Hadžibegić ou encore Mirsad Baljić, médaillé de bronze aux Jeux olympiques d'été 1984, ont tous disputé des grands tournois internationaux (coupe du monde et championnat d'Europe) avec le maillot bleu.

## Statistiques

### Classement FIFA
La sélection de Bosnie-Herzégovine fait son entrée au classement FIFA en mai 1996, dont elle occupe la 170e place, la moins bonne position de son histoire, au mois de septembre. Elle connait par la suite une progression rapide, par exemple lorsqu'elle gagne vingt places entre mars et avril 1997. Au début des années 2000, la sélection bosnienne se stabilise aux alentours de la 70e place, puis connait une nouvelle phase de progression. 53e en octobre 2003, 42e en août 2006, elle atteint un an plus tard, en août 2007, la 25e place du classement. Après un bref recul, la sélection bosnienne reprend sa progression. En août 2013, après sa qualification pour la Coupe du monde, elle occupe la 13e place, ce qui en fait alors la meilleure sélection de l'ex-Yougoslavie au classement FIFA.
| Année              | 1996 | 1997 | 1998 | 1999 | 2000 | 2001 | 2002 | 2003 | 2004 | 2005 | 2006 | 2007 | 2008 | 2009 | 2010 | 2011 | 2012 | 2013 | 2014 | 2015 | 2016 | 2017 | 2018 | 2019 | 2020 | 2021 | 2022 | 2023 | 2024 |
| ------------------ | ---- | ---- | ---- | ---- | ---- | ---- | ---- | ---- | ---- | ---- | ---- | ---- | ---- | ---- | ---- | ---- | ---- | ---- | ---- | ---- | ---- | ---- | ---- | ---- | ---- | ---- | ---- | ---- | ---- |
| Classement mondial | 152  | 99   | 96   | 75   | 78   | 69   | 87   | 59   | 79   | 65   | 59   | 51   | 61   | 51   | 44   | 20   | 27   | 19   | 29   | 22   | 27   | 37   | 34   | 49   | 55   | 61   | 57   | 69   | 74   |

### Nations rencontrées
La sélection de Bosnie-Herzégovine a disputé entre 1995 et fin 2013, 166 matchs dans son histoire contre 64 pays différents. Bien qu'elle ait déjà affronté des équipes de tous les continents, la sélection bosnienne a surtout joué contre des sélections proches géographiquement, situées principalement dans les Balkans.
De par les aléas des compétitions et les choix de la fédération dans l'organisation des matchs amicaux, la Bosnie-Herzégovine a connu comme adversaires les plus réguliers la Grèce (11 confrontations) ; le Liechtenstein (10 confrontations) ; le Luxembourg (9 confrontations) ; la Belgique et l'Espagne (8 confrontations) ; l'Estonie, la Finlande, la Roumanie et l'Iran (7 confrontations, celle de 1993 contre l'Iran n'étant pas comptabilisée parce que la Bosnie n'était pas formellement indépendante). La Bosnie-Herzégovine a affronté à 22 reprises des sélections de l'ex-Yougoslavie (Croatie, Serbie, Macédoine, Slovénie, etc.) pour un bilan de 6 victoires, 8 nuls et 9 défaites.
| Adversaire    | Total | Victoires | Nuls | Défaites |
| ------------- | ----- | --------- | ---- | -------- |
| Grèce         | 11    | 1         | 5    | 5        |
| Liechtenstein | 10    | 9         | 1    | 0        |
| Luxembourg    | 9     | 7         | 0    | 2        |
| Belgique      | 8     | 3         | 1    | 4        |
| Espagne       | 8     | 0         | 2    | 6        |
| Estonie       | 7     | 5         | 1    | 1        |
| Finlande      | 7     | 3         | 2    | 2        |
| Iran          | 7     | 1         | 1    | 5        |
| Roumanie      | 7     | 3         | 0    | 4        |

### Records
En termes de résultat record, les plus larges victoires enregistrées par la sélection bosnienne à ce jour l'ont été contre le Liechtenstein (8-1) lors des éliminatoires de la Coupe du monde 2014 le 7 septembre 2012 et contre l'Estonie (7-0) lors des éliminatoires de la Coupe du monde 2010 le 10 septembre 2008.
La plus large défaite de la sélection bosnienne l'a été contre l'Allemagne à l'extérieur (0-7) lors de la Ligue des nations 2024-2025 le 16 novembre 2024.
La plus longue série de victoires consécutives de la sélection bosnienne se déroule entre le 16 octobre 2012 et le 7 juin 2012 avec cinq victoires consécutives. Cette série est comprise dans une plus longue série de matchs sans défaite qui se déroule du 15 août 2012 au 7 juin 2012, soit neuf matchs consécutif sans défaite dont un seul nul.
La plus longue série de défaites consécutives de la sélection bosnienne se déroule 2 fois, entre le 22 août 2007 et le 30 janvier 2008, ainsi qu'entre le 16 octobre 2023 et le 7 septembre 2024 avec sept défaites consécutives. Chacune des séries est comprise dans une plus longue série de matchs sans victoire qui se déroule du 22 août 2007 au 26 mars 2008, soit huit matchs consécutif sans victoire dont un seul nul pour la première, ainsi que du 16 octobre 2023 au 19 novembre 2024, cette fois-ci avec 12 matchs consécutifs sans victoires, dont 7 défaites d'affilée suivies d'un match nul avant 3 nouvelles défaites puis un nouveau match nul, série qui prend fin le 21 mars 2025 avec une victoire surprise à l'extérieur contre la Roumanie dans le cadre des éliminatoires du Mondial 2026.